# Mount Albert Markham
Mount Albert Markham är ett berg i Antarktis. Det ligger i Östantarktis. Australien gör anspråk på området. Toppen på Mount Albert Markham är 3 254 meter över havet.
Terrängen runt Mount Albert Markham är kuperad västerut, men österut är den bergig. Mount Albert Markham är den högsta punkten i trakten. Trakten är obefolkad. Det finns inga samhällen i närheten. 